# Asy myśliwskie Rosji (do 1920)
Lista rosyjskich asów myśliwskich z I wojny światowej oraz wojny domowej w Rosji.

## I wojna światowa
| Stopień      | Nazwisko                       | Zdjęcie | Ilość zwycięstw | Jednostki            | Data śmierci     | Samoloty                                             | Dodatkowe informacje                                                                     |
| ------------ | ------------------------------ | ------- | --------------- | -------------------- | ---------------- | ---------------------------------------------------- | ---------------------------------------------------------------------------------------- |
| Pułkownik    | Aleksander Kazakow             |         | 20              | 4KAO, 19KAO, 1BAG    | 1.08.1919        | Nieuport 17, Sopwith 1½ Strutter                     | Order św. Jerzego, Order św. Włodzimierza, Order św. Anny, Legia Honorowa                |
| Porucznik    | Wasyl Janczenko                |         | 16              | 7IAO, 32KAO          | sierpień 1959    | Nieuport 10, Nieuport 11, Nieuport 21                | Order św. Jerzego, Order św. Włodzimierza, Order św. Anny                                |
| Kapitan      | Paweł Argiejew                 |         | 15              | N26, 19KAO, 3BAG     | 30.10.1922       | Nieuport 17, SPAD XIII                               | Order św. Jerzego, Order św. Włodzimierza, Order św. Anny, Legia Honorowa                |
|              | Iwan Smirnow                   |         | 11              | 19KAO                | październik 1956 | Nieuport 10, Nieuport 17, SPAD VII                   | Order św. Jerzego, Order św. Włodzimierza, Order św. Anny                                |
| Porucznik    | Grigorij Suk                   |         | 9               | 26KAO, 9KAO          | październik 1917 | Nieuport 10, 11, 21, SPAD 7                          | Order św. Jerzego, Order św. Włodzimierza, Order św. Anny, Order Korony Rumunii, KIFA    |
| Podpułkownik | Jewgraf Kruteń                 |         | 7               | 21KAO, 2IO, 2BAG, N3 | 7.06.1917        | Voisin LA, Nieuport 11, Nieuport 17, Nieuport 23     | Order św. Jerzego, Order św. Włodzimierza, Order św. Anny, Order św. Stanisława (Rosja)  |
| Porucznik    | Władimir Striżewski            |         | 7               | 9KAO                 |                  | Nieuport 21                                          | Order św. Włodzimierza                                                                   |
| Kapitan      | Aleksandr Prokofjew-Siewierski |         | 6               | 2FAO                 | 25.08.1974       | M-9, Nieuport 21                                     | Order św. Jerzego, Order św. Włodzimierza, Order św. Anny, Order św. Stanisława (Rosja)  |
| Podporucznik | Iwan Łojko                     |         | 6               | 30KAO, 9IAO          |                  | Moran Parasol, Nieuport 10, Nieuport 11, Nieuport 17 | Order św. Jerzego, Order św. Włodzimierza, Order św. Anny                                |
| Podporucznik | Donat Makijonek                |         | 8               | 7IAO                 |                  | Nieuport 21                                          | Order św. Jerzego, Order św. Włodzimierza, Order św. Anny, Order św. Stanisława (Rosja), |
| Podporucznik | Jurij Gilszer                  |         | 5               | 4AAO, 7IAO           |                  | Nieuport 21                                          | Order św. Jerzego, Order św. Włodzimierza, Order św. Anny, Order św. Stanisława (Rosja)  |
| Podporucznik | Ernst Leman                    |         | 5               | 19KAO                | grudzień 1917    | Nieuport                                             | Order św. Jerzego, Order św. Anny, Order św. Stanisława (Rosja)                          |